# Manu Causse
Pour les articles homonymes, voir Causse (homonymie).
Manu Causse né le 3 janvier 1972 est un écrivain français d'origine aveyronnaise, installé à Toulouse.
Il est principalement l'auteur de recueils de nouvelles, de pièces de théâtre (La fête à Fred) mais aussi de romans, français et bilingues. Il écrit des romans de littérature jeunesse et intervient en milieu scolaire.
Il est également traducteur sous le nom d'Emmanuel Plisson. Il traduit des thrillers de l'anglais vers le français.

## Biographie
Il est d'abord professeur de français, puis se consacre uniquement à l'écriture.
En 2016, son roman La 2 CV verte, où un père a des difficultés relationnelles avec son fils autiste, est également publié en Allemagne.
En 2017, il reçoit avec Séverine Vidal le prix Gulli de la chaîne pour la jeunesse Gulli pour le roman Nos cœurs tordus, dont le héros est un adolescent handicapé de naissance. En 2018, son roman Oublier mon père met en scène une mère maltraitante et une enfance privée d’amour.
Le 17 juillet 2023, un arrêté du ministère de l'Intérieur interdit de vendre, de proposer ou d'exposer à des mineurs, en librairie, son ouvrage Bien trop petit, un roman publié aux Éditions Thierry Magnier, destiné aux adolescents et qui traite du harcèlement scolaire et de la sexualité des adolescents,. L'arrêté, signé par Gérald Darmanin, est motivé par le fait que le livre contient « la description complaisante de nombreuses scènes de sexe très explicites ». L'auteur défend son ouvrage en affirmant qu'un gros travail a été réalisé avec son éditrice sur les scènes incriminées afin d'« éviter les écueils de la culture du viol ou des clichés machistes ». L'auteur déclare : « C’est un roman déconstructif en réalité et pas pornographique ! » L'interdiction est débattue au sein de la presse et du monde littéraire,,. Notamment, Radio France estime qu'un « travail pédagogique sur la sexualité s’accomplit tout au long du roman », et le romancier Nicolas Mathieu voit dans l'interdiction aux mineurs un geste hypocrite, dans la mesure où « à 15 ans, on aime et on désire comme des dingues ».

## Œuvres
- Petit guide des transports à l’usage du trentenaire amoureux, éd. Page à Page, 2005, nouvelles.
- Visitez le Purgatoire (Emplacements à louer), éd. D'un Noir si Bleu, 2009
- Le Facteur n'est pas passé, livret carte postale, éd. D'Un Noir si Bleu, 2012
- Petit guide des transports à l'usage du trentenaire amoureux, rééd. D'un Noir si Bleu, 2011
- Bruxelles ou la grosse commission, e-book aux éd. OnLit, hors collection, 2012
- L’Eau des rêves, éd. Luce Wilquin, coll. « Sméraldine », 2012
- La 2CV verte, Denoël, 2016 ; rééd. J'ai lu, 2018
  - (de) Die grüne Ente. Roman. Trad. Alexandra Baisch. Droemer, 2017
- Oublier mon père, éd. Denoël, 2018

### Romans jeunesse
- Romeo@Juliette, éd. Talents Hauts, texte bilingue, jeunesse, 2006
- Fair play, éd. Talents Hauts, texte bilingue, 2007
- Solo rock, éd. Talents Hauts, 2010
- Le Pire Concert de l'histoire du rock, éditions Thierry Magnier, 2014
- Les Fils de Georges, Talents hauts, 2016
- Le bonheur est un déchet toxique, Thierry Magnier, 2017
- Nos Cœurs tordus, avec Séverine Vidal, Bayard, 2017
- Nos Cœurs tordus, t. 2, New York avec toi, Bayard, 2018
- Collectif Blackbone, t. 1. Coltan song, avec Maylis Jean-Préau, Marie Mazas, Emmanuelle Urien, Nathan, 2020[15]
- Le point sublime, Thierry Magnier, 2020
- Bien trop petit, Thierry Magnier, 2022[14]

## Prix et distinctions
- 2017 : prix Gulli-du-roman pour Nos Cœurs tordus[16]
- 2017 : prix des Jeunes Lecteurs du Liban, pour Nos Cœurs tordus, avec Séverine Vidal.
- 2018 : prix du Paille-en-queue catégorie 5e-4e au salon du livre de jeunesse de l'océan Indien, pour Nos Cœurs tordus[17].